# Coptomia prasina
Coptomia prasina es una especie de escarabajo del género Coptomia, categorizada en la tribu Stenotarsiini, de la subfamilia Cetoniinae.

## Distribución
Se distribuye por Madagascar.

## Taxonomía
Fue descrita por Burmeister en 1842.
Tratamiento taxonómico
La especie aparece registrada y publicada en Handbuch der Entomologie. Coleoptera Lamellicornia, Melitophila. Enslin. Berlin 3:1-828.